# Bas Kuipers
Bas Kuipers (n. 17 august 1994, Amsterdam, Țările de Jos) este un fotbalist neerlandez, care joacă pe post de fundaș la Go Ahead Eagles în Eredivisie. Pe plan internațional, are prezențe la națională pentru Țările de Jos U21⁠(d).